# عباس براهویی
عباس براهویی یکی از بازیکنان فوتبال ایران است. این بازیکن در طول در دوران حضورش، در تیم‌های مختلفی من‌جمله شهرداری بندرعباس مشارکت داشته‌است.